# El disco de Rebelde Way
El disco de Rebelde Way è la prima compilation del gruppo musicale argentino Erreway, pubblicato il 3 marzo 2006 in Spagna.

## Tracce
1. Tiempo
2. Rebelde Way
3. Será de Dios
4. Bonita de más
5. Para cosas buenas
6. Invento
7. Sweet Baby
8. Te soñé
9. Vas a salvarte
10. Inmortal
11. Resistiré
12. Será porque te quiero
13. Amor de engaño
14. Perder un amigo
15. Dije adiós
16. Aún ahora
17. Me da igual
18. Que estés
19. Vamos al ruedo

DVD
1. Para cosas buenas
2. Será de Dios
3. Vas a salvarte
4. Tiempo
5. Que estés
6. Te soñé
7. Resistiré
8. Será porque te quiero
9. Inmortal
10. Sweet Baby

## Formazione
- Felipe Colombo – voce
- Benjamín Rojas – voce
- Camila Bordonaba – voce
- Luisana Lopilato – voce